# Notozomus elongatus
Espèce
Notozomus elongatus est une espèce de schizomides de la famille des Hubbardiidae.

## Distribution
Cette espèce est endémique du Queensland en Australie,. Elle se rencontre sur le mont Murray Prior.

## Description
La femelle holotype mesure 3,0 mm.

## Publication originale
- Harvey, 2000 : A review of the Australian schizomid genus Notozomus (Hubbardiidae). Memoirs of the Queensland Museum, vol. 46, no 1, p. 161-174 (texte intégral).